# Roger H. Zion
Roger Herschel Zion, född 17 september 1921 i Escanaba i Michigan, död 24 september 2019 i Evansville i Indiana, var en amerikansk republikansk politiker. Han var ledamot av USA:s representanthus 1967–1975.
Zion utexaminerades 1943 från University of Wisconsin–Madison och bedrev fortsatta studier vid Harvard University. Han tjänstgjorde i USA:s flotta i andra världskriget och befordrades till löjtnant. År 1946 anställdes han av företaget Mead Johnson.
Zion efterträdde 1967 Winfield K. Denton som kongressledamot och efterträddes 1975 av Philip H. Hayes. Hans bok The Hallowed Howls of Congress utkom 1994.